# Backhousia sciadophora
Backhousia sciadophora är en myrtenväxtart som beskrevs av Ferdinand von Mueller. Backhousia sciadophora ingår i släktet Backhousia och familjen myrtenväxter. Inga underarter finns listade i Catalogue of Life.

## Bildgalleri

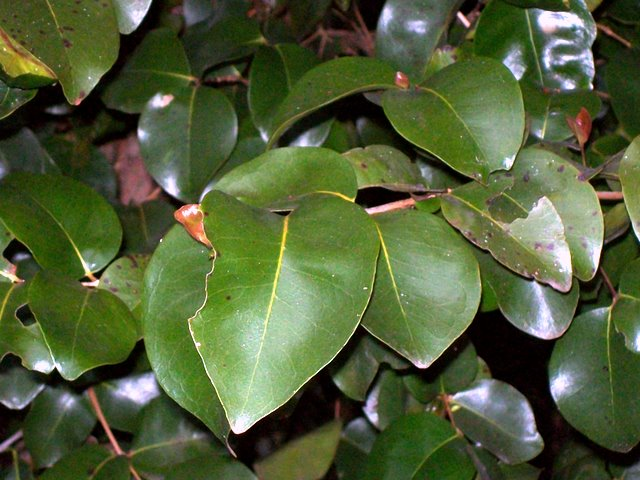